# 문경전통찻사발축제
www.mfct.kr
문경찻사발축제는 경상북도 문경시에서 개최하는 봄 축전이다.